# Dan Bahat

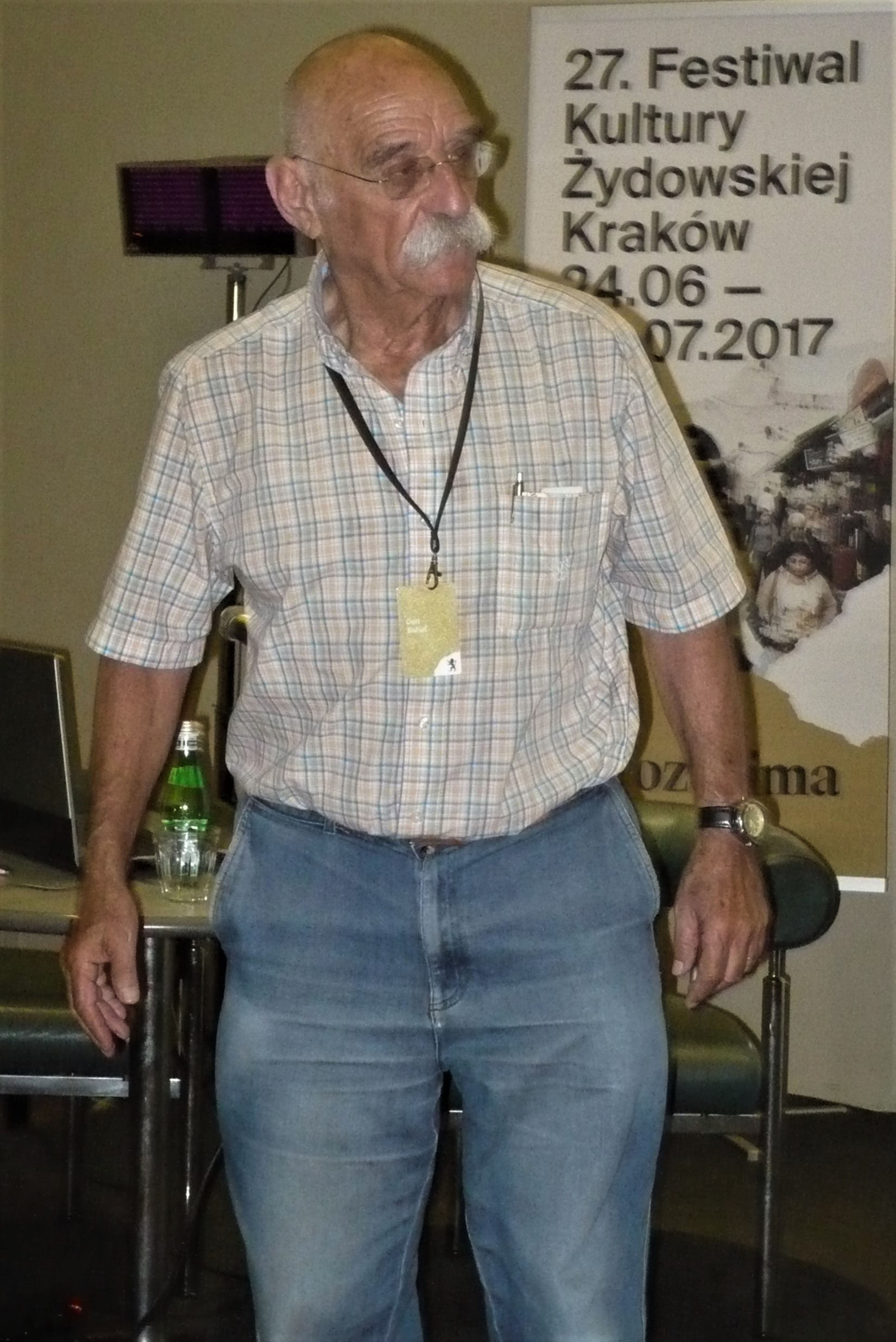
Dan Bahat w Krakowie, 2017

Daniel „Dan” Bahat (ur. 1938 w Polsce) – izraelski archeolog pochodzący z Polski.

## Życiorys
Urodził się w Polsce, w 1939 jego rodzina emigrowała do Mandatu Palestyny i osiedliła się w Tel Awiwie. Po ukończeniu w 1956 szkoły „Tichon Hadash” przeszedł dwuletnie wyszkolenie w Izraelskich Siłach Obronnych, a następnie rozpoczął studia na Wydziale Archeologii i Historii Narodu Żydowskiego na Uniwersytecie Hebrajskim w Jerozolimie. Od 1963 pełnił z ramienia rządowego Departamentu Zabytków Ministerstwa Kultury i Edukacji Izraela funkcję archeologa Dystryktu Jerozolimy. W 1978 rozpoczął studia doktoranckie w Katedrze Historii Powszechnej Uniwersytetu Hebrajskiego, w 1987 został uhonorowany stypendium – Nagrodą Rachel Yanait-Ben-Zvi za wkład w badania archeologiczne Jerozolimy. Rok później został wykładowcą na Uniwersytecie Bar-Ilana, przebywał również w Watykanie na zaproszenie Jana Pawła II, gdzie przedstawił wykład na temat badań archeologicznych prowadzonych przez jego zespół w Jerozolimie. W 1989 otrzymał nagrodę miasta Jerozolima za kolejny etap odkryć archeologicznych (razem z B. Mazar, N. Avigad, Y. Shiloh), w następnym roku obronił pracę doktorską na temat „Topografia i toponimia Jerozolimy w epoce krzyżowców”. Jednocześnie zrezygnował ze stanowiska archeologa dystryktu Jerozolimy i został pracownikiem naukowym Albright Institute w Jerozolimie. W tym samym roku ukazała się przygotowywana przez Dana Bahata książką „Ilustrowany Atlas Biblijnej Jerozolimy” (wspólnie z Chaimem T. Rubinsteinem), za którą w 1993 otrzymał nagrodę „Ish-Shalom” w dziedzinie nauki o Ziemi Izraela. W 1996 został adiunktem w Katedrze Studiów o Ziemi Izraela, w 2003 przez jeden semestr wykładał na Uniwersytecie w Toronto (University of St. Michael’s College), gdzie otrzymał tytuł profesorski. Po powrocie do Izraela w 2004 zrezygnował z pracy na Uniwersytecie Bar-Ilana i postanowił kontynuować współpracę z Kolegium Świętego Michała. W tym samym roku prezydent Włoch odznaczył Dana Bahata orderem Commendatore Legii Włoskiej w uznaniu działalności na rzecz promowania stosunków między Włochami a Izraelem.